# Prima Divisione Abruzzi e Molise 1945-1946
Fu il quarto livello del campionato italiano di calcio e la 23ª edizione della Prima Divisione nonostante il declassamento subito da quando fu istituita. Il campionato fu organizzato e gestito dalle Leghe Regionali che emanavano autonomamente anche le promozioni in Serie C e le retrocessioni.
Questi sono i gironi organizzati dalla Lega Regionale Abruzzese per la regione Abruzzi e Molise.

## Stagione
Il campionato fu strutturato su 3 gironi.

## Girone A

### Squadre partecipanti
| Club                                | Città                   | Stagione precedente |
| ----------------------------------- | ----------------------- | ------------------- |
| Cappelle                            | Cappelle dei Marsi (AQ) |                     |
| Carsoli                             | Carsoli (AQ)            |                     |
| Pol. Forza e Coraggio (B = riserve) | Avezzano (AQ)           |                     |
| Tagliacozzo                         | Tagliacozzo (AQ)        |                     |
| Fucense                             | Trasacco (AQ)           |                     |
| ??                                  |                         |                     |
| ??                                  |                         |                     |
| ??                                  |                         |                     |

### Classifica finale
|  | Pos. | Squadra | Pt | G  | V | N | P | GF | GS | DR |
|  | ---- | ------- | -- | -- | - | - | - | -- | -- | -- |
|  | 1.   | ???     | ?? | 14 |   |   |   |    |    |    |
|  | 2.   | ???     | ?? | 14 |   |   |   |    |    |    |
|  | 3.   | ???     | ?? | 14 |   |   |   |    |    |    |
|  | 4.   | ???     | ?? | 14 |   |   |   |    |    |    |
|  | 5.   | ???     | ?? | 14 |   |   |   |    |    |    |
|  | 6.   | ???     | ?? | 14 |   |   |   |    |    |    |
|  | 7.   | ???     | ?? | 14 |   |   |   |    |    |    |
|  | 8.   | ???     | ?? | 14 |   |   |   |    |    |    |

Legenda:

      Ammesso alle finali regionali.
      Retrocesso in Seconda Divisione.
Regolamento:
Due punti a vittoria, uno a pareggio, zero a sconfitta.

## Girone B

### Squadre partecipanti
| Club                      | Città                  | Stagione precedente |
| ------------------------- | ---------------------- | ------------------- |
| Alanno                    | Alanno (PE)            |                     |
| U.S. Aterno               | Pescara                |                     |
| A.S. Casauriense          | Tocco da Casauria (PE) |                     |
| S.S. Chieti (B = riserve) | Chieti                 |                     |
| Civigloria Pratola        | Pratola Peligna (AQ)   |                     |
| U.S. Gloria               | Chieti                 |                     |
| U.S. Pratola Peligna      | Pratola Peligna (AQ)   |                     |
| S.S. Sulmona              | Sulmona (AQ)           |                     |

### Classifica finale
|  | Pos. | Squadra | Pt | G  | V | N | P | GF | GS | DR |
|  | ---- | ------- | -- | -- | - | - | - | -- | -- | -- |
|  | 1.   | Sulmona | ?? | 14 |   |   |   |    |    |    |
|  | 2.   | ???     | ?? | 14 |   |   |   |    |    |    |
|  | 3.   | ???     | ?? | 14 |   |   |   |    |    |    |
|  | 4.   | ???     | ?? | 14 |   |   |   |    |    |    |
|  | 5.   | ???     | ?? | 14 |   |   |   |    |    |    |
|  | 6.   | ???     | ?? | 14 |   |   |   |    |    |    |
|  | 7.   | ???     | ?? | 14 |   |   |   |    |    |    |
|  | 8.   | ???     | ?? | 14 |   |   |   |    |    |    |

Legenda:

      Ammesso alle finali regionali.
      Retrocesso in Seconda Divisione.
Regolamento:
Due punti a vittoria, uno a pareggio, zero a sconfitta.

## Girone C

### Squadre partecipanti
| Club                          | Città                     | Stagione precedente |
| ----------------------------- | ------------------------- | ------------------- |
| S.S. Francavilla              | Francavilla al Mare (CH)  |                     |
| A.S. Giulianova (B = riserve) | Giulianova (TE)           |                     |
| Libertas Teramo               | Teramo                    |                     |
| Montesilvano                  | Montesilvano (PE)         |                     |
| Montorio                      | Montorio al Vomano (TE)   |                     |
| A.S. Pescara (B = riserve)    | Pescara                   |                     |
| Pianella                      | Pianella (PE)             |                     |
| S.P. Roseto                   | Roseto degli Abruzzi (TE) |                     |

### Classifica finale
|  | Pos. | Squadra         | Pt | G  | V | N | P | GF | GS | DR |
|  | ---- | --------------- | -- | -- | - | - | - | -- | -- | -- |
|  | 1.   | Pescara B       | 17 | ?? |   |   |   |    |    |    |
|  | 2.   | Roseto          | 17 | ?? |   |   |   |    |    |    |
|  | 3.   | Giulianova B    | 16 | ?? |   |   |   |    |    |    |
|  | 4.   | Montesilvano    | 15 | ?? |   |   |   |    |    |    |
|  | 5.   | Montorio        | 14 | ?? |   |   |   |    |    |    |
|  | 6.   | Francavilla     | 11 | ?? |   |   |   |    |    |    |
|  | 7.   | Libertas Teramo | 10 | ?? |   |   |   |    |    |    |
|  | 8.   | Pianella        | 6  | ?? |   |   |   |    |    |    |

Legenda:

      Ammesso alle finali regionali.
      Successivamente ammesso in Serie C.
      Retrocesso in Seconda Divisione.
Regolamento:
Due punti a vittoria, uno a pareggio, zero a sconfitta.
Note:
Mancano 3 incontri dell'ultima giornata.

## Finali regionali

### Squadre partecipanti
| Club                       | Città        |
| -------------------------- | ------------ |
| A.S. Pescara (B = riserve) | Pescara      |
| S.S. Sulmona               | Sulmona (AQ) |
| ??                         |              |

### Classifica
|  | Pos. | Squadra | Pt | G | V | N | P | GF | GS | DR |
|  | ---- | ------- | -- | - | - | - | - | -- | -- | -- |
|  | 1.   | Sulmona | ?? | ? |   |   |   |    |    |    |
|  | 2.   | ???     | ?? | ? |   |   |   |    |    |    |
|  | 3.   | ???     | ?? | ? |   |   |   |    |    |    |

Legenda:

      Promosso in Serie C.
Note:

Due punti a vittoria, uno a pareggio, zero a sconfitta.

## Verdetti finali
- Sulmona promossa in Serie C 1946-1947.